# Hiscock's Point
Hiscock's Poin foi uma pequena vila constituída por 8 famílias perto da cidade de Burgeo, na província canadense de Terra Nova e Labrador.